# Megachile disjuncta
Megachile disjuncta là một loài Hymenoptera trong họ Megachilidae. Loài này được Fabricius mô tả khoa học năm 1781.